# Bashir Ahmad
Bashir Ahmed, född 23 december 1934 i Karachi, är en pakistansk före detta landhockeyspelare.
Ahmad blev olympisk guldmedaljör i landhockey vid sommarspelen 1960 i Rom.